# Rikuo

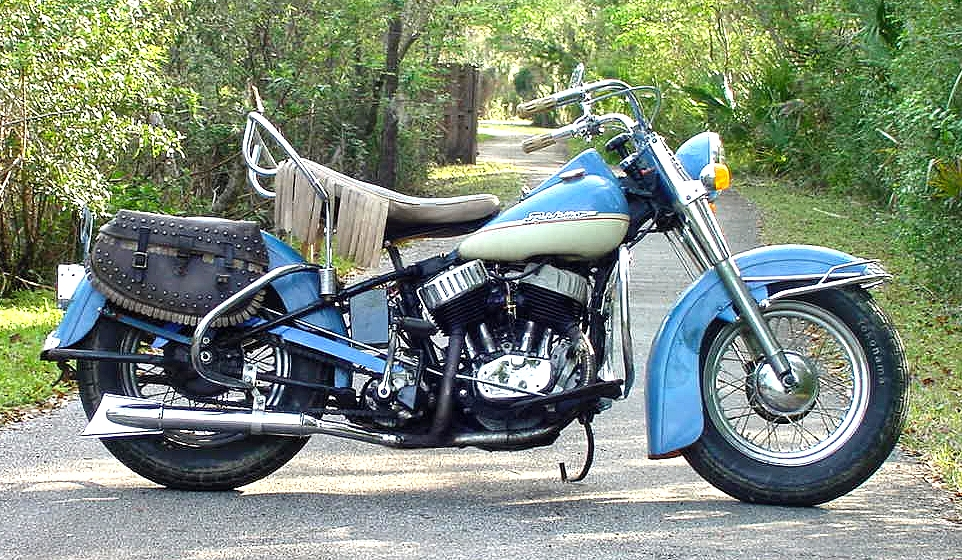
Rikuo RQ 750 uit 1957

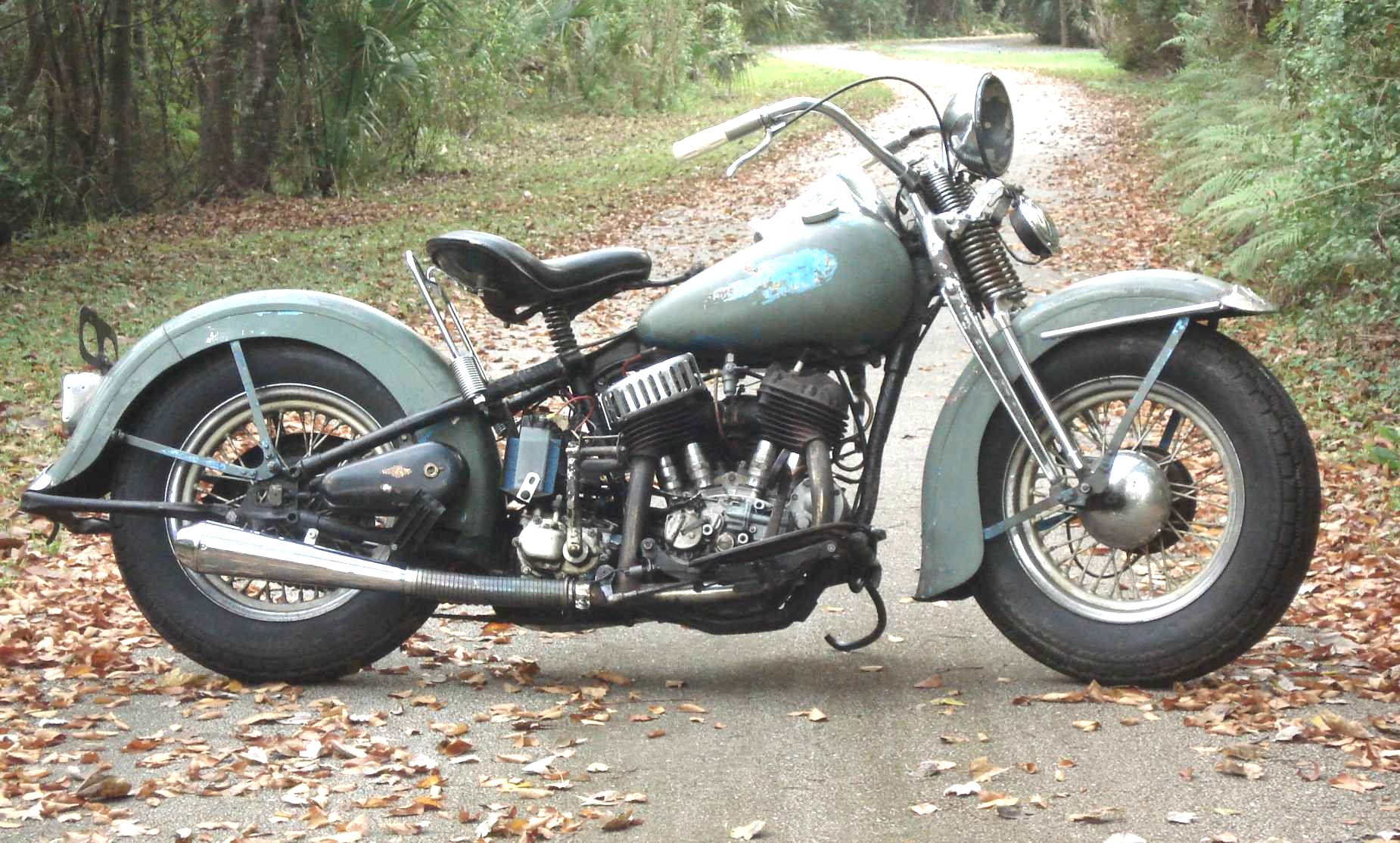
Rikuo VLE 1200 uit 1959

Rikuo (陸王) is een Japans historisch merk van motorfietsen.
De bedrijfsnaam was Rikuo Airstone (1936-1962).
Japans merk dat ontstond toen Alfred Rich Child in 1924 door Harley-Davidson naar Japan werd gestuurd om er de import van Harley’s op gang te brengen. Hij importeerde in dertien jaar tijd 26.000 Harley-Davidsons.
In 1936 kwam er een militair regime dat de invoerrechten verhoogde. Child richtte samen met Sankyo het bedrijf Rikuo Airstone op, maar werd na de Japanse inval in China uitgewezen naar de VS.
Zijn bedrijf ging echter onder de naam Rikuo Harley-Davidsons bouwen. Rikuo moderniseerde de machines lang voordat Harley dit zelf deed. Zo kregen de Rikuo's al snel een voetgeschakelde versnellingsbak, automatische vervroeger voor de ontsteking en telescoopvork. Later werden 248- en 348 cc BMW-eencilinder kopieën gemaakt.